# Campionati europei di nuoto in vasca corta 2002
I decimi Campionati europei di nuoto in vasca corta si sono svolti a Riesa (Germania) dal 12 al 15 dicembre 2002.

## Medagliere
| Posizione | Paese         | Oro | Argento | Bronzo | Totale |
| --------- | ------------- | --- | ------- | ------ | ------ |
| 1         | Germania      | 7   | 7       | 8      | 22     |
| 2         | Italia        | 5   | 2       | 2      | 9      |
| 2         | Svezia        | 5   | 2       | 2      | 9      |
| 4         | Ucraina       | 4   | 2       | 3      | 9      |
| 5         | Gran Bretagna | 3   | 4       | 1      | 8      |
| 6         | Ungheria      | 3   | 2       | 3      | 8      |
| 7         | Slovacchia    | 3   | 0       | 0      | 3      |
| 8         | Finlandia     | 2   | 3       | 1      | 6      |
| 9         | Bielorussia   | 2   | 2       | 1      | 5      |
| 10        | Austria       | 1   | 2       | 0      | 3      |
| 11        | Russia        | 1   | 1       | 3      | 5      |
| 11        | Slovenia      | 1   | 1       | 3      | 5      |
| 13        | Paesi Bassi   | 1   | 0       | 2      | 3      |
| 14        | Islanda       | 1   | 0       | 1      | 2      |
| 15        | Rep. Ceca     | 0   | 3       | 0      | 3      |
| 16        | Danimarca     | 0   | 2       | 1      | 3      |
| 17        | Francia       | 0   | 2       | 0      | 2      |
| 18        | Croazia       | 0   | 1       | 1      | 2      |
| 19        | Svizzera      | 0   | 1       | 0      | 1      |
| 20        | Lituania      | 0   | 0       | 2      | 2      |
| 21        | Spagna        | 0   | 0       | 1      | 1      |
| 21        | Grecia        | 0   | 0       | 1      | 1      |
| 21        | Israele       | 0   | 0       | 1      | 1      |
| 21        | Romania       | 0   | 0       | 1      | 1      |

## Piscina 25 m

### 50 m stile libero
| Posizione | Atleta            | Paese    | Tempo    |
| --------- | ----------------- | -------- | -------- |
|           | Stefan Nystrand   | Svezia   | 21.55    |
|           | Lorenzo Vismara   | Italia   | 21.66 RI |
|           | Rolandas Gimbutis | Lituania | 21.74    |

| Posizione | Atleta                  | Paese       | Tempo |
| --------- | ----------------------- | ----------- | ----- |
|           | Alison Sheppard         | Regno Unito | 24.20 |
|           | Aljaksandra Herasimenja | Bielorussia | 24.74 |
|           | Anna-Karin Kammerling   | Svezia      | 24.98 |

### 100 m stile libero
| Posizione | Atleta          | Paese       | Tempo |
| --------- | --------------- | ----------- | ----- |
|           | Lorenzo Vismara | Italia      | 47.33 |
|           | Jere Hård       | Finlandia   | 48.15 |
|           | Johan Kenkhuis  | Paesi Bassi | 48.23 |

| Posizione | Atleta            | Paese       | Tempo |
| --------- | ----------------- | ----------- | ----- |
|           | Alena Popchanka   | Bielorussia | 53.66 |
|           | Martina Moravcová | Slovacchia  | 53.66 |
|           | Petra Dallmann    | Germania    | 54.03 |

### 200 m stile libero
| Posizione | Atleta             | Paese     | Tempo   |
| --------- | ------------------ | --------- | ------- |
|           | Emiliano Brembilla | Italia    | 1:45.39 |
|           | Květoslav Svoboda  | Rep. Ceca | 1:45.45 |
|           | Matteo Pelliciari  | Italia    | 1:45.79 |

| Posizione | Atleta           | Paese       | Tempo   |
| --------- | ---------------- | ----------- | ------- |
|           | Alena Popchanka  | Bielorussia | 1:55.91 |
|           | Solenne Figuès   | Francia     | 1:56.26 |
|           | Josefin Lillhage | Svezia      | 1:56.57 |

### 400 m stile libero
| Posizione | Atleta               | Paese  | Tempo   |
| --------- | -------------------- | ------ | ------- |
|           | Emiliano Brembilla   | Italia | 3:40.60 |
|           | Yuri Prilukov        | Russia | 3:41.90 |
|           | Athanasios Oikonomou | Grecia | 3:44.68 |

| Posizione | Atleta            | Paese    | Tempo   |
| --------- | ----------------- | -------- | ------- |
|           | Éva Risztov       | Ungheria | 4:01.95 |
|           | Yana Klochkova    | Ucraina  | 4:04.50 |
|           | Hannah Stockbauer | Germania | 4:07.48 |

### 800 m stile libero
| Posizione | Atleta            | Paese    | Tempo      |
| --------- | ----------------- | -------- | ---------- |
|           | Éva Risztov       | Ungheria | 8:14.72 RE |
|           | Flavia Rigamonti  | Svizzera | 8:16.16    |
|           | Hannah Stockbauer | Germania | 8:20.92    |

### 1500 m stile libero
| Posizione | Atleta            | Paese       | Tempo       |
| --------- | ----------------- | ----------- | ----------- |
|           | Yuri Prilukov     | Russia      | 14:35.06 RE |
|           | David Davies      | Regno Unito | 14:42.51    |
|           | Christian Minotti | Italia      | 14:51.43    |

### 50 m dorso
| Posizione | Atleta             | Paese    | Tempo |
| --------- | ------------------ | -------- | ----- |
|           | Thomas Rupprath    | Germania | 23.66 |
|           | Stev Theloke       | Germania | 24.29 |
|           | Darius Grigalionis | Lituania | 24.62 |

| Posizione | Atleta             | Paese     | Tempo |
| --------- | ------------------ | --------- | ----- |
|           | Antje Buschschulte | Germania  | 27.62 |
|           | Ilona Hlaváčková   | Rep. Ceca | 27.75 |
|           | Janine Pietsch     | Germania  | 27.88 |

### 100 m dorso
| Posizione | Atleta          | Paese    | Tempo |
| --------- | --------------- | -------- | ----- |
|           | Thomas Rupprath | Germania | 51.51 |
|           | Stev Theloke    | Germania | 51.71 |
|           | Örn Arnarson    | Islanda  | 51.91 |

| Posizione | Atleta             | Paese       | Tempo |
| --------- | ------------------ | ----------- | ----- |
|           | Antje Buschschulte | Germania    | 58.60 |
|           | Ilona Hlaváčková   | Rep. Ceca   | 59.61 |
|           | Sarah Price        | Regno Unito | 59.83 |

### 200 m dorso
| Posizione | Atleta        | Paese       | Tempo   |
| --------- | ------------- | ----------- | ------- |
|           | Örn Arnarson  | Islanda     | 1:54.00 |
|           | Stephen Parry | Regno Unito | 1:54.11 |
|           | Gordan Kožulj | Croazia     | 1:54.50 |

| Posizione | Atleta              | Paese       | Tempo   |
| --------- | ------------------- | ----------- | ------- |
|           | Sarah Price         | Regno Unito | 2:05.19 |
|           | Antje Buschschulte  | Germania    | 2:06.26 |
|           | Stanislava Komarova | Russia      | 2:07.57 |

### 50 m rana
| Posizione | Atleta        | Paese    | Tempo |
| --------- | ------------- | -------- | ----- |
|           | Oleg Lisogor  | Ucraina  | 26.94 |
|           | Mark Warnecke | Germania | 27.15 |
|           | Jens Kruppa   | Germania | 27:36 |

| Posizione | Atleta          | Paese    | Tempo |
| --------- | --------------- | -------- | ----- |
|           | Emma Ingelström | Svezia   | 30.89 |
|           | Sarah Poewe     | Germania | 30.90 |
|           | Janne Schaefer  | Germania | 31.12 |

### 100 m rana
| Posizione | Atleta         | Paese     | Tempo |
| --------- | -------------- | --------- | ----- |
|           | Oleg Lisogor   | Ucraina   | 59.09 |
|           | Hugues Duboscq | Francia   | 59.18 |
|           | Jarno Pihlava  | Finlandia | 59.49 |

| Posizione | Atleta       | Paese    | Tempo   |
| --------- | ------------ | -------- | ------- |
|           | Sarah Poewe  | Germania | 1:06.67 |
|           | Mirna Jukić  | Austria  | 1:07.11 |
|           | Ágnes Kovács | Ungheria | 1:07.97 |

### 200 m rana
| Posizione | Atleta            | Paese    | Tempo   |
| --------- | ----------------- | -------- | ------- |
|           | Davide Rummolo    | Italia   | 2:07.70 |
|           | Maxim Podoprigora | Austria  | 2:09.87 |
|           | Richard Bodor     | Ungheria | 2:10.62 |

| Posizione | Atleta       | Paese    | Tempo   |
| --------- | ------------ | -------- | ------- |
|           | Mirna Jukić  | Austria  | 2:21.66 |
|           | Sarah Poewe  | Germania | 2:21.99 |
|           | Anne Poleska | Germania | 2:23.51 |

### 50 m delfino
| Posizione | Atleta          | Paese     | Tempo |
| --------- | --------------- | --------- | ----- |
|           | Jere Hård       | Finlandia | 23.47 |
|           | Miloš Milošević | Croazia   | 23.62 |
|           | Igor Marchenko  | Russia    | 23.75 |

| Posizione | Atleta                | Paese   | Tempo |
| --------- | --------------------- | ------- | ----- |
|           | Anna-Karin Kammerling | Svezia  | 25.78 |
|           | Lena Hallander        | Svezia  | 26.74 |
|           | Vered Borochovski     | Israele | 26.87 |

### 100 m delfino
| Posizione | Atleta          | Paese    | Tempo |
| --------- | --------------- | -------- | ----- |
|           | Thomas Rupprath | Germania | 50.77 |
|           | Andriy Serdinov | Ucraina  | 51.57 |
|           | Igor Marchenko  | Russia   | 51.61 |

| Posizione | Atleta                | Paese      | Tempo |
| --------- | --------------------- | ---------- | ----- |
|           | Martina Moravcová     | Slovacchia | 56.82 |
|           | Anna-Karin Kammerling | Svezia     | 57.94 |
|           | Mette Jacobsen        | Danimarca  | 59.09 |

### 200 m delfino
| Posizione | Atleta          | Paese       | Tempo   |
| --------- | --------------- | ----------- | ------- |
|           | Stephen Parry   | Regno Unito | 1:52.91 |
|           | James Hickman   | Regno Unito | 1:53.02 |
|           | Ștefan Gherghel | Romania     | 1:55.49 |

| Posizione | Atleta         | Paese     | Tempo   |
| --------- | -------------- | --------- | ------- |
|           | Éva Risztov    | Ungheria  | 2:07.19 |
|           | Mette Jacobsen | Danimarca | 2:08.30 |
|           | Roser Vives    | Spagna    | 2:08.40 |

### 100 m misti
| Posizione | Atleta        | Paese     | Tempo |
| --------- | ------------- | --------- | ----- |
|           | Peter Mankoč  | Slovenia  | 53.05 |
|           | Jani Sievinen | Finlandia | 53.58 |
|           | Oleg Lisogor  | Ucraina   | 53.65 |

| Posizione | Atleta            | Paese       | Tempo   |
| --------- | ----------------- | ----------- | ------- |
|           | Martina Moravcová | Slovacchia  | 1:00.21 |
|           | Alison Sheppard   | Regno Unito | 1:00.99 |
|           | Alenka Kejžar     | Slovenia    | 1:01.43 |

### 200 m misti
| Posizione | Atleta           | Paese     | Tempo   |
| --------- | ---------------- | --------- | ------- |
|           | Jani Sievinen    | Finlandia | 1:55.47 |
|           | Tamás Kerekjarto | Ungheria  | 1:56.07 |
|           | Peter Mankoč     | Slovenia  | 1:56.28 |

| Posizione | Atleta         | Paese       | Tempo      |
| --------- | -------------- | ----------- | ---------- |
|           | Yana Klochkova | Ucraina     | 2:08.28 RE |
|           | Alenka Kejžar  | Slovenia    | 2:09.33    |
|           | Hanna Shcherba | Bielorussia | 2:10.23    |

### 400 m misti
| Posizione | Atleta            | Paese     | Tempo   |
| --------- | ----------------- | --------- | ------- |
|           | Alessio Boggiatto | Italia    | 4:07.44 |
|           | Jacob Carstensen  | Danimarca | 4:08.80 |
|           | László Cseh       | Ungheria  | 4:08.96 |

| Posizione | Atleta         | Paese    | Tempo   |
| --------- | -------------- | -------- | ------- |
|           | Yana Klochkova | Ucraina  | 4:29.81 |
|           | Éva Risztov    | Ungheria | 4:33.09 |
|           | Alenka Kejžar  | Slovenia | 4:33.80 |

### 4 x 50 m stile libero
| Posizione | Atleta                                                                | Paese       | Tempo   |
| --------- | --------------------------------------------------------------------- | ----------- | ------- |
|           | Mark Veens Johan Kenkhuis Gijs Damen Ewout Holst                      | Paesi Bassi | 1:26.41 |
|           | Lorenzo Vismara Christian Galenda Michele Scarica Domenico Fioravanti | Italia      | 1:26.63 |
|           | Vyacheslav Shyrshov Denys Sylant'yev Oleg Lisogor Oleksandr Volynets  | Ucraina     | 1:26.83 |

| Posizione | Atleta                                                                      | Paese       | Tempo   |
| --------- | --------------------------------------------------------------------------- | ----------- | ------- |
|           | Josefin Lillhage Therese Alshammar Anna-Karin Kammerling Cathrine Carlsson  | Svezia      | 1:38.65 |
|           | Aljaksandra Herasimenja Hannah Shcherba Sviatlana Khakhlova Alena Popchanka | Bielorussia | 1:39.03 |
|           | Antje Buschschulte Dorothea Brandt Petra Dallman Janine Pietsch             | Germania    | 1:39.56 |

### 4 x 50 m misti
| Posizione | Atleta                                                              | Paese     | Tempo      |
| --------- | ------------------------------------------------------------------- | --------- | ---------- |
|           | Stev Theloke Jens Kruppa Thomas Rupprath Carsten Dehmlow            | Germania  | 1:34.72 RM |
|           | Jani Sievinen Jarno Pihlava Tero Välimaa Jere Hård                  | Finlandia | 1:35.69    |
|           | Vyacheslav Shyrshov Oleg Lisogor Andriy Serdinov Oleksandr Volynets | Ucraina   | 1:36.46    |

| Posizione | Atleta                                                            | Paese       | Tempo   |
| --------- | ----------------------------------------------------------------- | ----------- | ------- |
|           | Jenny Lind Emma Igelström Anna-Karin Kammerling Therese Alshammar | Svezia      | 1:48.42 |
|           | Janine Pietsch Sarah Poewe Nele Hoffman Antje Buschschulte        | Germania    | 1:49.25 |
|           | Suze Valen Madelon Baans Chantal Groot Marleen Veldhuis           | Paesi Bassi | 1:50.56 |